# 鋼鐵人3
是一部於2013年上映的美國超級英雄電影，本片由漫威影業和派拉蒙影業共同製作，並由華特迪士尼工作室電影負責發行。改編自漫威漫畫旗下的超級英雄鋼鐵人，本片是漫威电影宇宙系列中的第七部电影，亦为最后一部由派拉蒙影业参与制作的漫威电影。本片為2010年電影《鋼鐵人2》和2012年電影《復仇者聯盟》的續集，由沙恩·布莱克執導，並由小罗伯特·唐尼、葛妮絲·派特洛、唐·钱德尔、蓋·皮爾斯、蕾貝卡·霍爾、史黛芬妮·史佐斯塔克、詹姆斯·貝吉·戴爾、強·法夫洛和班·金斯利主演。
该片原先是第一部由中美两国聯手合拍的超级英雄電影，但之后由于中国对中外合拍片提出新的规范而不得不改为进口买断片的方式引进中国放映。
本片除了獲得普遍好評外，並取得了商業的成功，全球總票房超過12.16億美元，令該片獲得世界電影票房的優異成績，成為2013年在北美第二高的票房電影（僅次於《冰雪奇緣》），它成為第二部漫威电影宇宙系列电影電影總收入超過10億美元，也成為票房第七高的全球最高超級英雄電影票房，該片還獲得奧斯卡最佳視覺效果獎提名，也獲得了第40屆土星獎三個獎項和五個提名。

## 劇情
1999年，東尼·史塔克在瑞士伯恩與植物學家兼女友瑪雅·韓遜參加完科學研討會後一起共度新年，當時也跟數年後救他一命的胡伊申初識。當時事業有成的東尼仍是一副自戀自負的態度，隨意應付一名崇拜他的科學家兼先進意念力學機構的總裁奧德區·齊禮安在屋頂會面，導致腿疾的齊禮安一人在屋頂等待數小時都不見他來，而東尼則是在與瑪雅發生一夜情後留下一組足以顛覆科學界的方程式。13年後，東尼告別過去的自己成為超級英雄「鋼鐵人」，卻因一年前的紐約戰役而染上不定期的焦慮症，將公司交託給女友小辣椒·波茲後把自己封鎖在美國加州馬利布海灣宅邸的地下室裡，並病態地不斷研發及添置新的戰甲。美國當時受到神秘恐怖份子「滿大人」威脅，其用自殺炸彈在各地制造多數襲擊，美國總統馬修·伊利命令改裝為「鋼鐵愛國者」的詹姆斯·羅德在中東地區全力搜尋他。
齊禮安再度現身會面小辣椒，展示如今完善的「絕境計劃」，保鏢快樂·霍根認為他的現身並不單純，於是跟蹤齊禮安的保鏢艾瑞克·沙文到中國戲院，卻牽連到他所安排的爆炸襲擊而被嚴重炸傷。悲憤的東尼對媒體公開其住址向滿大人發出挑戰，回到宅邸地下室中開始調查爆炸案，但瑪雅突然來到宅邸來向東尼尋求庇護。這時，由沙文率領的三架武裝直升機開始對宅邸發動攻擊，東尼救出小辣椒和瑪雅後穿上分體型之四十二號動力服，但地下室的摧毀使得東尼落入海中。人工智能「賈維斯」自控戰甲將東尼救離迫降至田納西州玫瑰山，也是最初爆炸案的現場，戰甲電量耗盡使賈維斯也斷線。
東尼在小鎮上受到一位小發明家哈利的收留，哈利還帶領他到爆炸現場調查，並教導他如何度過焦慮症。東尼會面當地爆炸犯的母親時得到一本資料，但一名皮膚能產生高溫的女子愛倫·白恩伴隨沙文現身追殺東尼。東尼將他們兩個雙雙擊敗後，將充電中的戰甲託付給哈利後離開小鎮。透過資料裡顯示的先進意念力學機構名稱，東尼用一輛衛星直播車登陸機構服務器，發現所有製造爆炸的襲擊者都是參與病毒實驗的退伍軍人，由於身體排斥病毒而發生爆炸，再以滿大人襲擊來掩蓋病毒缺陷事實。小辣椒帶著瑪雅撤離至汽車旅館躲避，輕信瑪雅只是想躲避她的老闆追殺，未知她實為齊禮安工作而被擒獲。
東尼到生活用品店購買、拼湊出一系列隨身武器，潛入滿大人位於邁阿密的藏身屋，但當他進去後發現電視上威嚴聳立的「滿大人」、實際上只是一位無名氣的英國演員崔佛·史萊特利，並對以他直播的恐怖主義威脅美國一事完全不知情，只是由齊禮安安排演戲作為「形象代言」。東尼隨即被沙文抓獲，齊禮安解釋一切源於他13年前被東尼騙在屋頂而深感羞辱，隨後找上瑪雅合作開發絕境計劃。為了讓東尼體驗自己曾經的絕望感，齊禮安展示身體被注入藥劑的小辣椒，強制東尼必須合作來化解絕境計劃的缺陷。當瑪雅因為良心未泯而試圖救東尼，卻被齊禮安槍殺。羅德在巴基斯坦搜尋滿大人時遭擒獲，自身連帶戰甲被帶回給齊禮安。東尼及時召回充電完畢的四十二號戰甲打退守衛，與羅德在庭院會合後向他揭示滿大人的真相。兩人試圖警告美國副總統，但副總統卻因為和齊禮安有勾結而選擇知情不報。
薩萬冒充鋼鐵愛國者戰甲到空軍一號上擄走總統，將他放入戰甲自動飛去齊禮安身邊，隨後引爆機艙而使所有乘客被吸出飛機。由東尼遠程遙控的四十二號戰甲趕到殺死沙文，隨即及時救下所有乘客。而齊禮安將注入藥劑的小辣椒與美國總統帶到樂神石油公司的碼頭卸貨平台上，打算在電視直播中將總統連帶戰甲一起燒死。東尼和羅德潛入平台，由賈維斯遙控的「鋼鐵戰甲軍團」也到達作為空中支援，針對絕境士兵進行攻擊。羅德搶回愛國者戰甲後將總統救離現場，東尼去救小辣椒時卻失手而使她掉進火海之中，悲憤之下與齊禮安展開最終對決。深知自己無力對抗的東尼，將散架的四十二號戰甲合在齊禮安身上啟動自毀，但仍然未能殺死他，而小辣椒靠體內絕境計劃藥劑的效力獲得重生，救下東尼的同時還將不可一世的齊禮安炸死。東尼和她相擁後命令賈維斯將鋼鐵軍隊全部自行引爆，成為漫天的聖誕節煙火。
事後，副總統和史萊特利被逮捕，醫院裡的快樂也恢復清醒。東尼幫小辣椒克服藥劑作用後，接受手術移除他體內的彈片以及身體上的反應爐，與小辣椒正式交往；他順便為幫助過他的哈利留下整套高科技產品做為答謝。最後，東尼回到被毀的舊宅邸崖邊將反應爐扔進海裡，取回幾架損毀的機器人後，立誓不會讓任何人奪走他的鋼鐵人身份。

## 演員
| 演員                | 角色                      | 簡介 |
| 小勞勃·道尼         | 「鋼鐵人」東尼·史塔克     | 史塔克工業的總裁，麻省理工學院的校友，一位擁有天才級智商的軍事發明家，在紐約戰役時從宇宙之門的另一端發現更多未知與強大的存在。在拯救紐約市後為了對抗這些未知而不斷開發新戰甲，但也因此患上焦慮症。當他的世界被破壞和那些與他最親近的人受到威脅時，就必須找到一種方法來拯救他們，並且在這個過程中重新找回自己。 |
| 葛妮絲·派特洛       | 小辣椒·波茲               | 東尼的女友，史塔克工業的執行長，順水推舟成為東尼的女友。為人聰穎、忠誠及真誠，比任何人都了解東尼，但有時無法忍受東尼拼命地拯救世界。被齊禮安注射絕境計劃藥劑後得到強大的力量與特殊能力，不但能空手擊破鋼鐵裝，更在關鍵時刻救下東尼一命。                                                                       |
| 唐·奇鐸             | 「鋼鐵愛國者」詹姆斯·羅德 | 東尼的拍檔，美國空軍的軍事採購聯絡人，在麻省理工學院進修航空學時認識東尼，擔任史塔克工業與美國空軍之間的聯絡橋梁。身為東尼少數值得信賴的朋友，擁有一套紅、銀、藍配色的新裝甲，當他著裝時成為「鋼鐵愛國者」。                                                                                                   |
| 蓋·皮爾斯           | 奧德區·齊禮安             | 軍事科學家，先進意念力學的總裁，絕境計劃的研發主持者，與美國政府之間有改裝鋼鐵愛國者的合約。原是東尼的超級粉絲，直到受東尼欺騙後產生針對他的復仇之心，開始研發絕境計劃。 |
| 蕾貝卡·霍爾         | 瑪雅·韓遜                 | 植物學家，齊禮安的助手，絕境計劃的最初創始者，與東尼有過一夜情，得到東尼留下的方程式後研發出絕境計劃。 |
| 本·金斯利           | 崔佛·史萊特利             | 外人看來他是恐怖組織「十環幫」的邪惡首領「滿大人」，握有很大的權力。而實際上是個整過容的戲劇演員，是在真正的恐怖分子的威脅下演戲的無名之輩。事後因冒用滿大人的名號而被真正的滿大人文武擄走至十環幫總部。 |
| 詹姆斯·貝吉·戴爾    | 艾瑞克·沙文               | 先進意念力學的高級幹部，齊禮安的左右手，在體型上或是力量上都讓人畏懼的冷血殺手，聽從齊禮安的一切命令。 |
| 史黛芬妮·史佐斯塔克 | 愛倫·白恩                 | 絕境士兵之一，齊禮安的部下，沙文的同伴，被派到小鎮去奪取資料和追殺東尼。 |
| 強·法夫洛           | 快樂·霍根                 | 東尼的保鑣兼司機，深受東尼信賴，現負責保護小辣椒，不但是史塔克工業的一名員工，更是東尼的朋友，即使東尼覺得自己不需要他，還是依然支持著東尼。 |
| 保羅·畢丹尼         | 賈維斯                    | 東尼的人工智慧電腦兼虛擬管家，除了平時在居家工作室中協助主人之外，也可透過鋼鐵人動力服的通訊系統協助他進行作戰。 |
| 泰·辛普金斯         | 哈利·奇納                 | 一位居於田納西州市郊小鎮的小男孩，東尼的小幫手，幫助墜毀的東尼排除恐懼和迷思。 |
| 馬克·盧法洛         | 布魯斯·班納               | 片尾客串，東尼的好友，伽瑪射線研究員、醫生和著名物理學家。本片中被東尼找來解決焦慮症問題。 |
| 肖恩·托布           | 胡伊申                    | 客串，物理學家，1999年與東尼在科學展初識，之後被十環幫擄走後靠動手術並安裝電磁鐵救了東尼一命。 |
| 王學圻              | 吳醫生                    | 中國知名內科醫生，在1999年的新年派對上與東尼結識。 |
| 范冰冰              | 吳佳琪                    | 中國內科護士。（僅在中國特供版出現） |

## 關鍵設定
絕境計劃（EXTREMIS）：對人的身體進行強化改造，不適應者會因承受不住改造產生的高溫而爆炸，而能撐過改造的適應者就會擁有強大的自癒能力，甚至能重生斷肢。力量、跳躍、大幅提升，身體也會產生超高溫，能融破鋼鐵衣或使鋼鐵衣過熱故障。
奧德區·齊禮安與美國國防部簽下一份祕密合約，由國防部出面，在因戰爭斷肢傷殘的士兵中，利用能重生斷肢的噱頭尋找自願者進行人體實驗。因為該病毒的研發代號為「絕境計劃」，故撐過改造的的適應者被稱為「絕境士兵」。
原為瑪雅·韓遜在1999年所研發的計劃，但是在開發過程中陷入瓶頸，無法進行動物實驗，只對植物體有效。東尼·史塔克在跨年派對與瑪雅發生一夜情後，隔天清晨臨走時留給瑪雅一組方程式，令計劃的開發出現重大突破。瑪雅被齊連安延攬進入智庫後，經過14年來的不斷的開發，最終改良成為「絕境計劃」。

## 制作
2012年4月下旬，華特迪士尼工作室電影的中國分公司和漫威影業宣布了一项协议，将由中美两国合作开拍《鋼鐵人3》。DMG娱乐公司将提供制作的资金以及该片的合作、生产和推广事宜。

### 發展

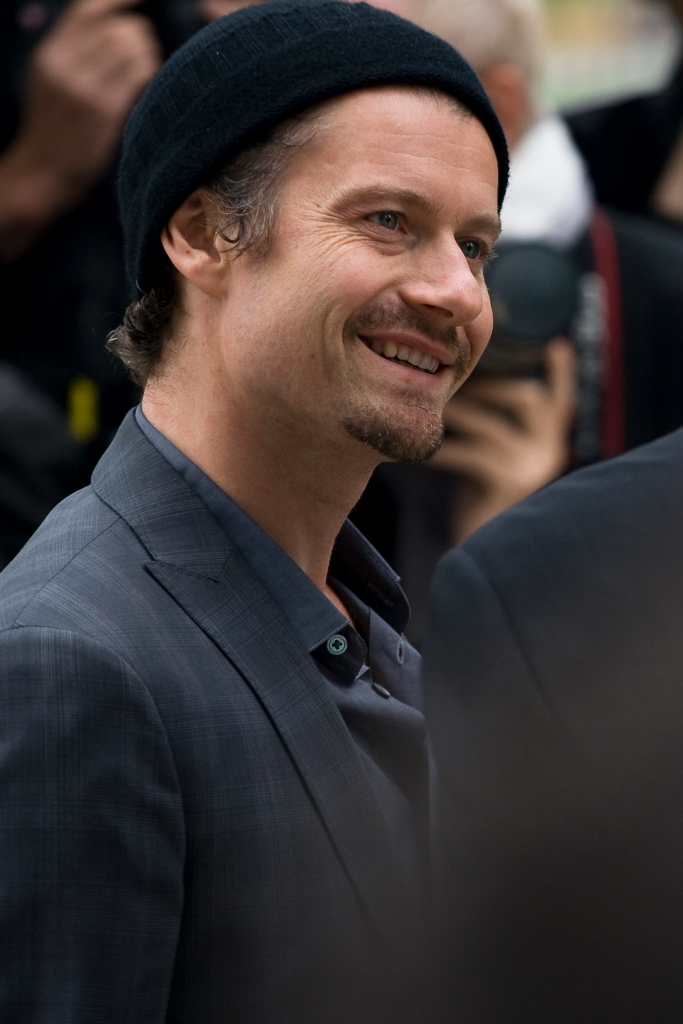
詹姆斯·貝吉·戴爾

《鋼鐵人3》在北京舉行記者會，有指該片將於2012年5月開拍，暑假後會到中國取景，更會邀請華人演員演繹鋼鐵人新對手。DMG公司高層Dan Mintz接受記者訪問時稱該片肯定有中國演員參與。漫威娛樂公司執行副總裁罗伯特·斯蒂芬斯表示，旗下公司漫畫中的超級英雄都是世界級的英雄，他們來中國發揮正義感。
大反派角色“满大人”在漫画原著中本是通曉功夫的中國巫師，但影片却找來本·金斯利演出，对此剧组称：“我们不愿意让观众对这个角色产生‘傅满洲’（陳查理系列小说中的亚裔超级邪派）那样的刻板印象，只是想将他打造成一个充满中国元素的角色，（他）代表着对《孙子兵法》走火入魔般的执着、以及对各式古老艺术的钻研。”

### 贊助商
《鋼鐵人3》將由奧迪贊助。片中主角東尼·史達會駕駛Audi R8 e-tron跑車，而非2012年在《復仇者聯盟》中使用的本田Acura NSX跑車。

### 拍攝
该片于2012年5月在美国开拍，同年12月10日在中国北京取景。
2012年5月31日，詹姆斯·貝吉·戴爾被拍到現身北卡羅來納州的拍攝現場，他穿上一套甚像《鋼鐵人》男主角小勞勃·道尼的戰甲，紅白藍三色塗裝又頗像美國隊長，遂被漫畫迷發現那應是反派角色鋼鐵愛國者，如無意外應會和東尼對着幹（其实是战争机器的新涂装）。與此同時，有指金像影帝本·金斯利傳聞會演的另一反派满大人佔戲不多，東尼的另一敵人應該為男星蓋·皮爾斯所演的科學家奧德區·齊禮安。2012年6月5日，首張劇照曝光。
2012年7月5日曝光了最新的概念藝術圖，由小罗伯特·唐尼扮演的托尼·斯塔克面臨被敵人包圍的威脅，而且身上還有未成形的鋼鐵裝。
2012年9月，中国大陆演员王学圻敲定加入剧组，将扮演电影角色“吳醫生”。2013年1月，中國女演員范冰冰被拍得秘密現身《鋼鐵人3》片北京拍攝現場。

## 發行
華特迪士尼公司在2010年10月18日正式發表聲明宣佈，他們將會支付派拉蒙影業至少1.15億美金，請派拉蒙将《鋼鐵人3》和《復仇者聯盟》的全球行銷及發行權，转由迪士尼接手發行工作。迪士尼公司主席里奇·羅斯表示：「執行這份協議時，迪士尼將會承擔《鋼鐵人3》和《復仇者聯盟》這兩部高期待影片的全球市場行銷及發行分銷的工作。我們非常感謝派拉蒙公司與漫威漫畫一起推出了那麼多經典的漫畫人物，也期望可以在未來的日子裡將這些成功的品牌推送到更成功的位置。」而派拉蒙副主席羅伯·摩爾表示：「這絕對是一次雙贏的合作。」
《鐵甲奇俠3》會分美國版本、國際版及中國大陸版，范冰冰只會在中國大陸版出現。中國大陸版會有更多北京拍攝的戲分。 4月下旬，《鋼鐵人3》在在北京舉行傳媒試映會，有欣賞過中國版本的記者表示，原本在國際版只佔一個特寫鏡頭的中國演員王學圻，在中國版多了兩場戲分，包括中場致電羅拔·唐尼的電腦管家，叮囑他要小心身體，以及片尾跟客串飾演女護士的范冰冰有短短一分鐘對話，總括而言，扮演中國心臟科吳醫生的王学圻，全片只有不足10句對白。
《鐵甲奇俠3》會在4月26日起於日本名古屋的Kronoa 4DX戲院中播放。劇院將提供風、霧、氣味和傾側座椅等等特別效果。

### 市場推廣

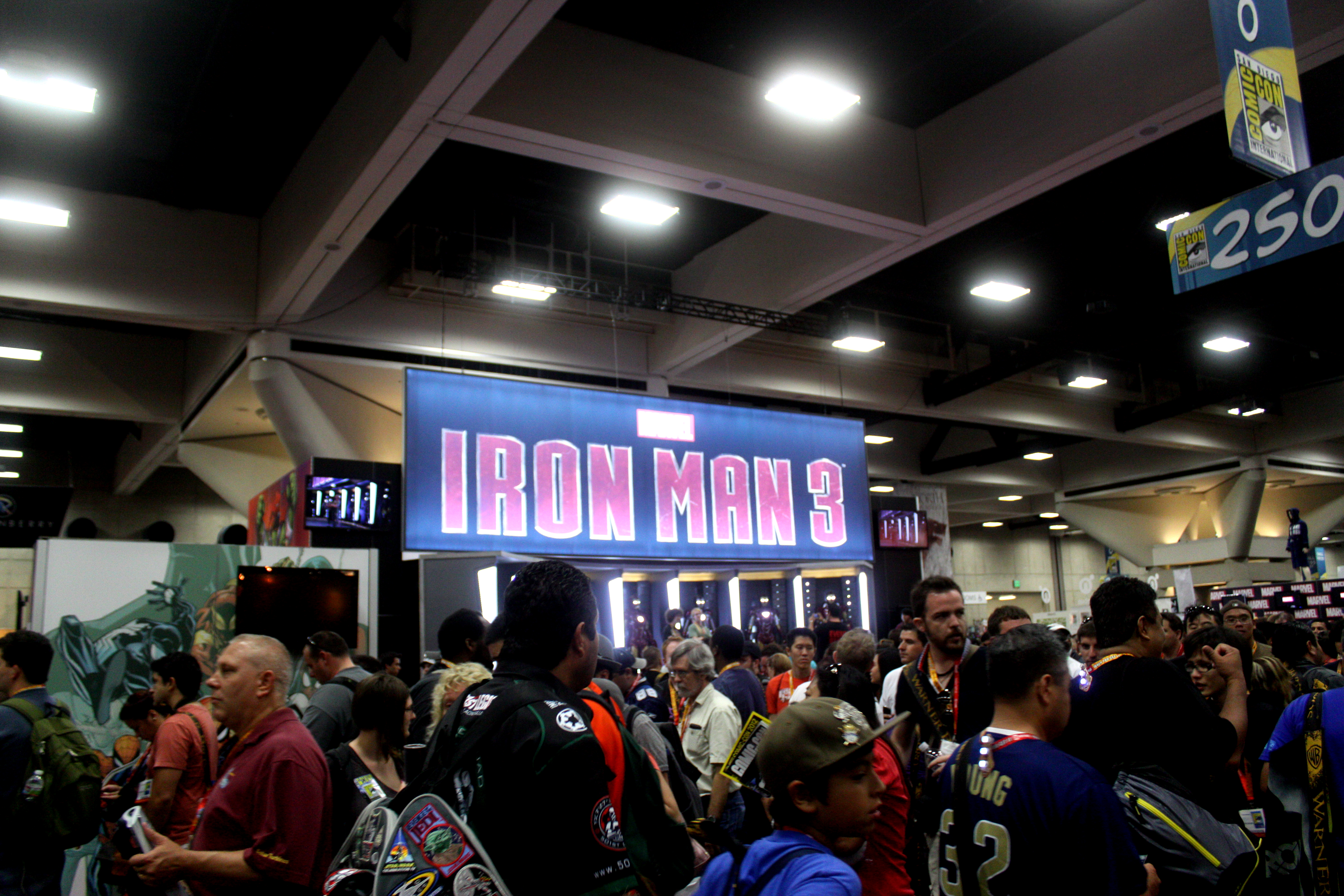
2012年聖地牙哥動漫展中的鋼鐵人3展覽。

在2012年聖地牙哥動漫展中，《鋼鐵人3》展覽中展示了最新的42號鐵甲之外，同時展出了來自之前兩套電影和《復仇者聯盟》中曾經出現的1-7號鐵甲。
由2013年4月5日開始，香港希慎廣場聯同人偶品牌Hot Toys攜手呈獻 「Marvel's Iron Man Suit Up At Hysan Place, Powered by Hot Toys」展覽，展期至5月12日，讓香港鋼鐵人迷率先預覽《鋼鐵人3》的最新造型，同時重溫經典，更有機會親身體驗變身Iron Man的感覺。此外，憑任何《鋼鐵人3》戲票可以於希慎廣場、Leighton、利舞臺或希慎道壹號等超過65間商戶獲得優惠。展覽會全城獨家展出一系列1比1 Mark I-VII原大雕像及Hall of Armor、Hot Toys 最新極像真《鋼鐵人3》1比6珍藏人偶系列，以及首度展出以Hot Toys Mark VII珍藏人偶為主題的幻影浮空投影陳列，一次過將Iron Man歷代造型、戰衣裝甲同時展出。同時，並邀請日本、韓國及本地的設計師創製別出心裁的1:6鋼鐵人珍藏人偶作品，各自演繹心目中的超級英雄。

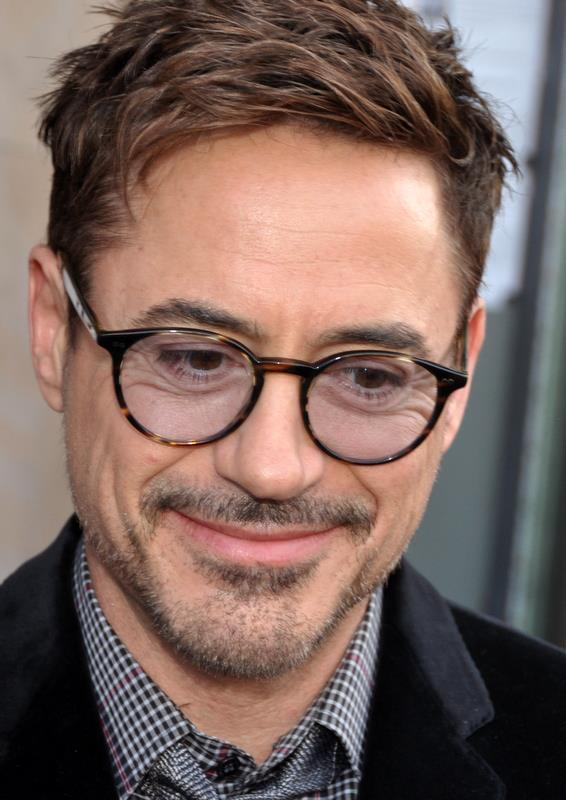
小勞勃·道尼在巴黎出席《鋼鐵人3》首映禮。

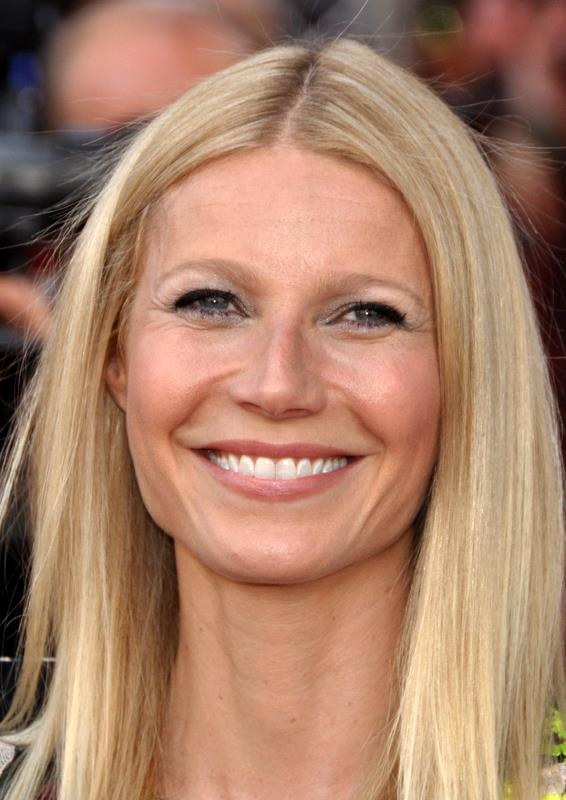
葛妮絲·派特洛在巴黎出席《鋼鐵人3》首映禮。

由2013年4月13日開始，鋼鐵人的七套鐵甲將會在美國加州迪士尼樂園的Innoventions內展出，透過模擬技術，賓客更可以嘗試穿上42號鐵甲及發射repulsor死光的滋味。
2013年4月7日，小罗伯特·唐尼在北京太庙舉行的首映禮中，不但穿著唐裝出現，更大耍詠春功夫，坐在大會為他特製的蛇椅上，接受超巨型生日卡。王学圻亦有現身。腳傷傷瘉復出的黃曉明，也送上一張「金蛇椅」，蛇椅上篆刻有「吉祥如意」4字。
在2013年4月10日，小勞勃·道尼就聯同新片拍檔賓·京士利一同現身俄羅斯首都莫斯科出席記者會。
2013年4月11日，他又與奧斯卡影后桂莉芙·柏德露到巴黎出席首映禮。小罗伯特·唐尼這一站有帶同妻子與14個月大的兒子到巴黎，並在出席首映前一同外出用膳，順道享天倫樂。
2013年4月13日，小勞勃·道尼到達德國，出席電影於慕尼黑舉行的記者會。他今次穿上德國傳統短褲配搭綠色襪，加上西裝與圍巾，以阿爾卑斯山的山區男士造型出現。
《鋼鐵人3》英國首映禮原定2013年4月17日(星期三)在倫敦舉行，剛巧跟「鐵娘子」柴契爾夫人葬禮撞期，前者為此宣布延期一天以示尊重。
小勞勃·道尼登上《GQ》雜誌封面，並且透露拍攝《鋼鐵人3》的片酬高達3.8億港元。
《鋼鐵人3》在2013年4月19日於英國倫敦舉行首映禮，雖然女主角桂莉芙·柏德露沒有出現，不過現場仍然星光熠熠，全場焦點非與老婆形影不離的小勞勃·道尼莫屬，二人除於紅地氈上不時擁抱接吻表現恩愛，更戴上手套扮電影主角「開火」。而小勞勃·道尼的夥伴賓·京士利以及當·卓度亦有到場協助宣傳。
迪士尼日前公布《鋼鐵人3》4月24日在好萊塢首映典禮的嘉賓陣容，多位「復仇者聯盟」主要成員都將前來捧場，與鋼鐵人小勞勃道尼一起登上紅地毯。而迪士尼也確定，片中的中國演員將不會出席北美宣傳，因為他們的戲分只出現在中國版本中。24日在好萊塢El Capitan劇院登場的首映盛典，可謂是超級英雄大聚首，「美國隊長」克里斯·埃文斯、「鷹眼」杰瑞米·雷纳、「浩克」的马克·鲁法洛和「尼克·福瑞」森姆·積遜，甚至大反派洛基飾演者汤姆·希德勒斯顿都將出席捧場。再加上本片主演小罗伯特·唐尼、葛妮絲·派特洛、蓋·皮爾斯、班·金斯利，這場首映式可謂星光熠熠。
小罗伯特·唐尼在4月30日早上與「鋼鐵人」在紐約證券交易所敲開市鐘為電影宣傳。

## 票房
全球首週票房突破1.95億美金，擊敗《復仇者聯盟》的全球首週1.85億美金紀錄，全球累计票房12億，位居2013年度全球票房第二位，也是當時世界电影史上票房收入第十高。

### 北美
2013年4月19日，美國兩大院商因迪士尼電影公司分錢問題而暫不預售戲票，可能影響票房。北美首周末收获1.753亿美圆名列第一位，该成绩仅次于2012年5月4日开画的《复仇者联盟》创造的2.07亿美元纪录位列影史票房榜第二位。次周末收获7247万美圆蝉联冠军。

### 海外地區
中国大陸方面，开画首日收获1.3亿人民币，连创中国影史午夜场、首日、周三开画、单日票房四项记录。上映三周已获得6.16亿人民币的票房成绩。
香港方面，上映首日於香港大收約660萬，破去年同屬超級英雄電影的《復仇者聯盟》紀錄，又成為非公眾假期開畫日票房冠軍。 《鐵甲奇俠3》，在港上映4天，收3,600多萬，打破另一超級英雄猛片《復仇者聯盟》的票房紀錄，成為香港史上開畫周末4日票房冠軍。 上映11天，票房收入達到77,419,544港幣。 上映32天，票房收入突破了1億港幣。
台灣方面，首日票房為新台幣4,221萬元；首週五天票房為新台幣2.5億元；次週票房累計至新台幣4.49億元；第三週票房累計至新台幣5.3億元；第四週票房累計至新台幣5.79億元，連霸全台四週週末票房冠軍；最終全台票房為新台幣6.05億元。
| 上一届： 《筋肉擄笠黨》           | 2013年美國週末票房冠軍 第18-19周     | 下一届： 《闇黑無界：星際爭霸戰》 |
| 上一届： 《遺落戰境》             | 2013年香港一週票房冠軍 第16-19周     | 下一届： 《狂野時速6》            |
| 上一届： 《遺落戰境》             | 2013年台北週末票房冠軍 第17-19周     | 下一届： 《大亨小傳》             |
| 上一届： 《致我们终将逝去的青春》 | 2013年中国内地一周票房冠军 第18-19周 | 下一届： 《中国合伙人》           |

## 評價
《鋼鐵人3》所獲評價多為正面，根据評論匯總网站爛番茄汇总的331篇评论文章，79%的评论家给予该作正面评价，使之獲得「認證新鮮」標識，平均打分为7分（满分10分）。该网站总结的评论家共识是“一些令人印象深刻的動作序列，甚至一些驚喜，《鋼鐵人3》是一個機智的、有趣的冒險和漫威教規的強大補充。”在Metacritic上，44位影評人共給予了62分的分數（滿分100分），這部電影獲得了「普遍好評」。IMDB上得7.2分，獲得普遍好評。
《香港爽報》的張居給予四個讚（最高五個），他說：「全片最精彩的是，你以為是緊張位，其實好有可能是爆笑位，完全猜他不著，娛樂性爆燈。」
《香港蘋果日報》的仰止說：「《鐵甲奇俠3》可能是今年到此為止銀幕上最豐盛的饗宴，有看不盡的打鬥和動作爆炸崩壞場面，這方面本片是一流的。」
香港《明報》的石琪給予四顆星（最高五顆），說：「《鐵甲奇俠3》本身的確特技出色，娛樂性豐富。我覺得此片好過上兩集，因為不單特技動作不惜工本，更犀利凌厲，而且加強了劇情變化，增添了心理刻劃和科學幻想，肯定比無腦的《復仇者聯盟》多了腦力智能，多了科幻趣味。」
《頭條日報》的葉念琛說：「因為有羅拔·唐尼，電影依然可觀，中段落難跟一個單親小孩子似父還友的感情，便為系列點綴了從未見過的親情色彩，相當感人窩心。另外，像大反派賓·京士利那個反高潮的性格設計，有出人意表的戲劇性，也貫徹了《鐵甲奇俠》跟其他正經嚴肅的英雄系列之不同，就是那份反斗和離經叛道。」

## 備註
1. ↑  依照漫威電影宇宙上映次序。
2. ↑  依照漫威電影宇宙中故事發生的時間次序，參見漫威电影宇宙#時間線。
3. 1 2  參見2008年電影《鐵甲奇俠》。
4. ↑  參見2012年電影《復仇者聯盟》。
5. ↑  原作中並不是重要反派。
6. ↑  參見2021年電影《尚氣與十環幫傳奇》。